# Hannah Bjarnhof
Hannah Elisabeth Bjarnhof (* 6. Juli 1928 in Frederiksberg; † 20. Mai 2002 in Kopenhagen) war eine dänische Schauspielerin.

## Leben
Hannah Bjarnhof wuchs als Tochter des Schriftstellers Karl Bjarnhof (1898–1980) und der Opernsängerin Ebba Bjarnhof (1895–1987) in Frederiksberg auf.
Nach ihrem Schulabschluss absolvierte sie von 1945 bis 1948 ihre Schauspielausbildung an der Eleveskole des Königlichen Theaters Kopenhagen, wo sie am 19. Juni 1948 auch ihr Bühnendebüt als Darstellerin hatte. Als Bühnendarstellerin wirkte sie im Laufe ihrer Karriere in zahlreichen Theaterstücken, Operetten, Musicals, Ballett-Aufführungen, Varieté-Shows und in Kabarett-Programmen mit, so unter anderem auch am Folketeatret, am Odense Teater, am Aarhus Teater, am Betty-Nansen-Theater oder am Theater Helsingør. In den 1960er-Jahren gehörte sie auch einige Zeit lang zum Schauspielerensemble des Kopenhagener Vergnügungsparks Tivoli. Neben vielen Engagements an namhaften Theaterhäusern spielte sie auch an verschiedenen Kleinkunstbühnen oder an Provinztheatern. Sie wirkte in ihrer rund fünfeinhalb Jahrzehnte lang andauernden Karriere als Schauspielerin vor der Kamera von 1947 bis 2001 in mehr als 40 Film-und-Fernsehproduktionen mit. Ihre letzte Rolle spielte sie als Tante Paula unter der Regie von Hella Joof in dem Film Shake It All About. Neben ihrer Tätigkeit als Schauspielerin war Bjarnhof auch viele Jahre lang als Drehbuchautorin und als Synchronsprecherin für Zeichentrickfilme aktiv.
Hannah Bjarnhof war einige Jahre lang mit dem Schauspieler Buster Larsen liiert. Aus der Beziehung stammt ihr Sohn Michael Bjarnhof (* 1953), welcher als Arzt tätig ist. Bjarnhof war nie verheiratet. Erst in den 1990er-Jahren outete Bjarnhof sich in einem Interview öffentlich als lesbisch und gab zudem bekannt, dass sie mit der Zirkusartistin und Theaterschauspielerin Manja Mourier (1911–1991) ab den 1960er-Jahren eine mehrjährige, heimliche Liebesbeziehung führte. Bjarnhof starb am 20. Mai 2002 im Alter von 73 Jahren in Kopenhagen, wo sie über 50 Jahre lang wohnte. Ihre Grabstätte befindet sich auf dem Melby-Kirkegard in Frederiksværk.

## Ehrung
Im Jahr 2013 entschied der Kopenhagener Stadtrat, dass erstmals eine Straße in der dänischen Hauptstadt nach einer homosexuellen Person benannt werden sollte. Viele Bürger reichten daraufhin Namensvorschläge ein, darunter oftmals Hannah Bjarnhof. Letztendlich entschied sich der Stadtrat gegen diesen Vorschlag und benannte daraufhin eine Straße, unweit gelegen von Bjarnhof ihrem letzten Wohnort, dann in Regenbogen-Platz um.

## Filmografie (Auswahl)
- 1955: Et spil
- 1957: Cabaret la Blonde
- 1959: I Havn
- 1960: Gymnasiepigen
- 1961: Einer unter vielen
- 1961: Eventyr pa Mallorca
- 1964: Candida
- 1964: Slottet
- 1965: Hexenjagd
- 1969: Glassplinten
- 1973: Ich und die Mafia
- 1976: John, Alice, Peter, Susanne und der kleine Werner
- 1977: Ein Haus in der Provinz (Fernsehserie, 1 Folge)
- 1985: Engel in Sachen Liebe
- 1986: Flambierte Herzen
- 1996: Keine Angst vorm Fliegen
- 2000: Unit One – Die Spezialisten (Fernsehserie, 1 Folge)
- 2001: Shake It All About